# 保坂知寿
保坂 知寿（ほさか ちず、1962年2月13日 - ）は、日本のミュージカル女優。東京都出身。

## 来歴

### 劇団四季
大妻高校3年生の夏、劇団四季の夏期研修会でミュージカルの手ほどきを受けたのがきっかけで劇団四季付属研究所に入る。研究所18期生。1980年入団。
1981年、研究生2年目、19歳で『オンディーヌ』の代役に抜擢される（タイトルロールのオンディーヌ役で水曜マチネのみ出演。これがデビュー作となり、三田和代オンディーヌと対等の演技を見せ注目される。）翌年の『ハムレット』においては、オフィーリアで再び三田和代と競演、日本演劇界を驚かせた。
演技力に加え、抜群のリズム感、確実なボーカルと三拍子そろうミュージカルスターとして、『コーラスライン』のヴァル役、『キャッツ』日本初演のグリドルボーン役、1986年『ウエスト・サイド物語』のアニタ、マリア両役で高評価を受ける。1988年『オペラ座の怪人』日本初演のクリスティーヌ役、同時期に並行して企画された『夢から醒めた夢』のピコ役で注目を浴び、その後、数々の大役・難役をこなし、野村玲子と並ぶ劇団四季の看板女優となる。2002年より『マンマ・ミーア!』に主演、同年4月、主演500回を達成する。
2006年、四季の会会員向け情報誌『ラ・アルプ』2月号内にて、同劇団代表の浅利慶太より、『マンマ・ミーア!』大阪公演千秋楽以降、休団することが発表された。同年11月、浅利代表は劇団の公式サイト内で保坂の事実上の退団を明言。同年12月末を以って、劇団との契約終了により正式退団。
他の出演作品に『キャッツ』『コーラスライン』『女房学校』『ウエスト・サイド物語』『クレイジー・フォー・ユー』『アスペクツ オブ ラブ』『ミュージカル李香蘭』『ミュージカル異国の丘』『夢から醒めた夢』など。

### 退団後から現在
同じ劇団四季出身俳優・山口祐一郎の所属事務所ロックリバーへ移籍。四季退団後初の舞台は2008年7月、シアタークリエで公演された主演作『デュエット』。2009年1-3月に『スーザンを探して』、2009年11月 - 2010年1月には帝国劇場で主演作『パイレート・クイーン』に出演。
第34回菊田一夫演劇賞（2009年4月21日）。（「デュエット」のソニア・ワルスク、「スーザンを探して」のロバータの役の演技による評価）

## 出演作品

### 舞台

#### 劇団四季
- オンディーヌ（タイトル・ロール・水の精たち役）
- アプローズ（アンサンブル）
- エビータ（ミストレス役）
- ハムレット （オフィーリア役）
- キャッツ（ジェリーロラム＝グリドルボーン役、グリザベラ役）
- ジーザス・クライスト・スーパースター（マグダラのマリア役）
- 女房学校（アニェス役）
- ドリーミング（猫のチレットの精役）
- コーラスライン（ヴァル役・シーラ役）
- トロイ戦争は起らないだろう（エレーヌ役）
- ウエスト・サイド物語（マリア役・アニタ役 同公演時期に両役を演じ分けた）
- ロミオとジュリエット（ジュリエット役）
- 夢から醒めた夢（初代ピコ役、2000年に再度演じている）
- オペラ座の怪人（クリスティーヌ・ダーエ役）
- 35ステップス
- 王様の耳はロバの耳（陽だまりの精役）
- キスへのプレリュード（リタ・ボイル役）
- ミュージカル李香蘭（川島芳子役）
- 永遠の処女テッサ（テレサ・サンガー役）
- クレイジー・フォー・ユー（ポリー役）
- ソング&バレエ
- イリヤ・ダーリン－日曜はダメよ!（イリヤ・ダーリン役）
- アスペクツ　オブ　ラブ（ローズ・ビベール役）
- オーヴァー・ザ・センチュリー（女性シンガー）
- ミュージカル異国の丘（宋愛玲役）
- マンマ・ミーア!（ドナ役）

#### 劇団四季退団後
- デュエット（2008年7月3日 - 27日、東京・シアタークリエ）- ソニア・ウォルクス 役
- スーザンを探して（2009年1月6日 - 3月5日、東京・シアタークリエ）- ロバータ・グラス 役
- パイレート・クィーン（2009年11月28日 - 2010年1月11日、東京・帝国劇場 /  大阪・梅田芸術劇場）- グレイス・オマリー 役
- まさかのChange？！（2010年7月3日 - 20日、東京・シアタークリエ / 大阪・シアタードラマシティ ）- 南島輝子／大場勝子 役
- WAKI-GUMI PRODUCE 『SAZEN』（2010年9月29日 - 10月3日、東京・博品館劇場 ）- お蝶 役
- 『LOVE LETTERS』20th Anniversary Christmas Special（2010年12月9日、東京・PARCO劇場 ）
- 深説・八犬伝 〜村雨恋奇譚〜（2011年2月11日 - 24日、東京・シアタークリエ）- 玉房 役
- Stepping out 〜ステッピング・アウト〜（2011年4月15日 - 23日、東京・シアター1010）- メイヴィス 役
- 秘密はうたう（2011年7月14日 - 24日、東京・紀伊国屋サザンシアター /  7月30日 - 31日、兵庫県立芸術文化センター阪急中ホール）- カルロッタ 役
- 眠れぬ雪獅子（2011年10月21日 - 30日、東京・世田谷パプリックシアター / 11月1日、富山県民会館 大ホール / 11月5日 - 6日、兵庫県立芸術文化センター阪急中ホール）- ターラ菩薩／占い師ドルガ／高僧 役
- LOVE LETTERS（2012年2月11日、北海道・あさひサンライズホール / 2012年3月10日、東京・PARCO劇場）
- 道化の瞳（2012年4月10日 - 24日、東京・シアタークリエ）
- エニシング・ゴーズ（帝国劇場）-ハーコート夫人役
- ひめゆり-上原婦長役
- SHOW-ism IV・TATOO14（2012年5月17日 - 18日、兵庫県立芸術文化センター / 7月21日 - 25日、SHIBUYA-AX /  2013年6月、シアタークリエ）- Rum 役
- フル・モンティ（2014年1月31日 - 2月16日、東京国際フォーラム ホールC）- ヴィッキー・ニコルズ 役
- SHOW-ism VII『ピトレスク』（2014年3月27日 - 4月3日、シアタークリエ）- タマラ 役
- 道化の瞳（2014年10月5日 - 25日、東京・シアタークリエ） ＊再演
- ヴェローナの二紳士（2014年12月7日 - 28日、日生劇場）- ルーセッタ 役
- ライムライト（2015年7月、シアタークリエ）-オルソップ夫人役
- LITTLE WOMEN 〜若草物語〜-マーチ夫人役
- ドッグ・ファイト（2015年12月、シアタークリエ）- マーシー 役[2]
- エドウィン・ドルードの謎（2016年4月、シアタークリエ）- プリンセス・パファー 役
- クリエ・ミュージカル・コレクションIII（2017年2月9日 - 3月5日、シアタークリエ）
- 地人会新社第7回公演「これはあなたのもの 1943-ウクライナ」（2017年6月、新国立劇場 小劇場、他）- テイマー 役
- ヤングフランケンシュタイン（2017年8月11日 - 9月3日、東京国際フォーラム ホールC / 2017年9月7日 - 10日、オリックス劇場）- ブリュッハー 役
- ドッグファイト（2017年12月8日 - 11日、サンケイホールブリーゼ / 12月14日 - 30日、シアタークリエ / 2018年1月6日、愛知県芸術劇場 大ホール）＊再演
- ブロードウェイと銃弾-イーデン役（2018年2月7日 - 28日、日生劇場 / 3月5日 - 20日、梅田芸術劇場 メインホール / 3月24日 - 4月1日、博多座）
- 夢の裂け目（2018年6月、新国立劇場 小劇場）
- レベッカ -ミセス・ダンヴァース役
- ライムライト -オルソップ夫人役
- REEFER MADNESS-メイ役
- ペテン師と詐欺師 -ミュリエル・ユーバンクス役
- メアリー・ステュアート
- SHOW-ISMS
- オトコ・フタリ-中村好子役（2020年12月、シアタークリエ）
- Broadway Musical「The PROM」Produced by 地球ゴージャス（2021年3月10日 - 4月13日、東京・TBS赤坂ACTシアター / 5月9日 - 16日、大阪・フェスティバルホール） - D.D.アレン 役
- ブロードウェイと銃弾-イーデン役（2021年）＊再演
- ジェイミー -レイ役（2021年8月8日-29日、東京建物Brillia HALL／9月4日-12日、大阪・新歌舞伎座／名古屋・愛知県芸術劇場 9月25日26日）
- 二番街の囚人-セドナ役（2022年2月10日-20日、赤坂レッドシアター、2022年6月-7月 新潟・岐阜・石川・兵庫）
- 貧乏物語（2022年4月5日-24日、紀伊國屋サザンシアター）
- My Story , My Song ～ and YOU ～＊ゲスト出演（2022年5月19日シアタークリエ）
- モダン・ミリー（2022年9月7日-26日、東京・シアタークリエ／2022年10月1-2日、大阪・新歌舞伎座）
- ブレイキング・ザ・コード（2023年4月1日 - 23日、シアタートラム） - サラ・チューリング 役[3]
- Daiwa House Special 地球ゴージャス三十周年記念公演「儚き光のラプソディ」（2024年4月28日 - 5月26日、東京・明治座 / 大阪・5月31日 - 6月9日、SkyシアターMBS）[4]
- ライムライト（2024年8月3日 - 18日、シアタークリエ）[5]
- Silent Sky（2024年10月18日 - 27日、東京・俳優座劇場 / 11月1日 - 4日、大阪・ABCホール） - アニー・キャノン 役[6]
- ホリデイ・イン（2025年4月1日 - 16日、東京・東急シアターオーブ / 4月22日 - 5月1日、大阪・SkyシアターMBS）[7]
- ジェイミー（2025年7月、東京・東京建物 Brillia HALL / 8月、大阪・新歌舞伎座 / 8月、愛知・愛知県芸術劇場 大ホール） - レイ 役[8]

### テレビドラマ
- 99.9-刑事専門弁護士- SEASON II 第3話（2018年1月28日、TBS） - 元木 役

### アニメーション
- ノートルダムの鐘（エスメラルダ）

## 参照
1. ↑  劇団四季クローズアップ『四季の話題３』 2007年11月12日掲載、インターネットアーカイブ
2. ↑  “ミュージカル『ドッグファイト』ついに開幕！屋良朝幸「クリスマスよりドッグファイトです！」”.   エンタステージ! (2015年12月19日). 2015年12月22日閲覧。
3. ↑  “舞台『ブレイキング・ザ・コード』日本で33年ぶりの上演が決定　アラン・チューリング役に亀田佳明”. スパイス (イープラス). (2022年12月10日) 2023年4月22日閲覧。
4. ↑  “おりゃー、地球ゴージャスだぜー！30周年記念「儚き光のラプソディ」に中川大志・風間俊介・鈴木福”. ステージナタリー.   ナターシャ (2023年11月2日). 2023年11月2日閲覧。
5. ↑  “チャップリン原作の音楽劇「ライムライト」に石丸幹二・朝月希和・太田基裕ら”. ステージナタリー (ナターシャ). (2023年12月15日) 2023年12月18日閲覧。
6. ↑  “朝海ひかるが天文学者、高橋由美子がその妹に　unrato「Silent Sky」演出は大河内直子”. ステージナタリー.   ナターシャ (2024年6月14日). 2024年6月15日閲覧。
7. ↑  “坂本昌行主演！共演は増田貴久・柚希礼音ら、ミュージカル「ホリデイ・イン」上演決定”. ステージナタリー.   ナターシャ (2024年12月11日). 2024年12月11日閲覧。
8. ↑  “三浦宏規・高橋颯がドラァグクイーン夢見る高校生に！ミュージカル「ジェイミー」2025年上演”. ステージナタリー.   ナターシャ (2025年1月9日). 2025年1月10日閲覧。

## 外部サイト
- ロックリバー公式サイト 保坂知寿 | ROCKRIVER
- 保坂知寿 (@chizuhosaka) - X（旧Twitter）
- LOVE LETTERS 20th Anniversary Christmas Special - LOVE LETTERS 20th Anniversary Christmas Specialオフィシャルサイト
- 道化の瞳 - 東宝『道化の瞳』オフィシャルサイト